# Oenas wilhelmsi
Oenas wilhelmsi là một loài bọ cánh cứng trong họ Meloidae. Loài này được Faldermann miêu tả khoa học năm 1832.